# Josef Stübi

Bischofswappen von Josef Stübi

Josef Stübi (* 26. März 1961 in Luzern, Schweiz) ist ein Schweizer römisch-katholischer Geistlicher und Weihbischof in Basel.

## Leben
Josef Stübi studierte nach der Matura in Immensee, in Luzern und München Philosophie und Katholische Theologie und empfing am 20. August 1988 in Windisch AG das Sakrament der Priesterweihe für das Bistum Basel. Nach der Priesterweihe war er zunächst Vikar in Windisch und ab 1994 Pfarrer sowie Dekan in Hochdorf LU. Seit 2008 ist er Stadtpfarrer in Baden AG, Pastoralraumpfarrer im Aargauer Limmattal und war von 2009 bis 2018 zudem Dekan des Dekanats Hochdorf und Baden-Wettingen. Im Jahr 2013 wurde er zum nichtresidierenden Domherr des Standes Aargau ernannt. Seit mehr als dreissig Jahren ist er Mitglied in der Liturgischen Kommission des Bistums, darunter sechs Jahre als deren Präsident. Aktuell ist er auch Mitglied des Priesterrats.
Der Bischof von Basel, Felix Gmür, ernannte ihn Ende 2022 (als Nachfolger von Denis Theurillat) zu seinem Weihbischof. Papst Franziskus bestätigte die Wahl entsprechend den staatskirchenrechtlichen Regeln für das Bistum Basel am 20. Dezember 2022 und ernannte ihn gleichzeitig zum Titularbischof von Lemellefa. Die Bischofsweihe spendete ihm Felix Gmür am 26. Februar 2023 in der St. Ursenkathedrale in Solothurn. Mitkonsekratoren waren der Bischof von St. Gallen, Markus Büchel, und der Freiburger Weihbischof Peter Birkhofer.
Der Vorstand des Katholischen Medienzentrums wollte zum April 2024 die promovierte Historikerin Annalena Müller zusammen mit einem erfahrenen Journalisten ins Direktorium berufen. Ihre kritischen Artikel zu katholischen Themen hatten die Bischöfe missbilligt; als Medienbischof der Deutschschweiz verweigerte Stübi die Zustimmung zu ihrer Berufung.